# Fiskální decentralizace
Fiskální decentralizace je jedním z modelů ekonomického plánování, který zahrnuje přenos odpovědnosti za plánování, správu a financování veřejných služeb a statků z centrální vlády na místní orgány, tedy decentralizaci politické a fiskální odpovědnosti. To znamená ku příkladu přidělení pravomoci místním orgánům k výběru daní, k alokaci rozpočtových prostředků a rozhodování o výdajích. Cílem fiskální decentralizace je nejčastěji zvýšit efektivitu veřejných služeb a umožnit lepší adaptaci k místním potřebám a preferencím obyvatel. 

## Charakteristika
- Finanční samostatnost v plném rozsahu na všech vládních úrovních bez jakékoli potřeby přerozdělování prováděné uvnitř rozpočtové soustavy.
- Nejnižší místní orgány disponují dostatečnými příjmy a kompetencí potřebné ke kompletnímu pokrytí svých nákladů v rámci fiskální politiky.
- Nižším správním orgánům je legislativně umožněno mít vlastní daňovou pravomoc
- Tento model v ryzí podobě a v celém svém rozsahu je čistě teoretický, v praxi není schopen běžného provozu.

## Decentralizace jednotlivých funkcí fiskální politiky
- Alokační funkce byla na rozdíl od následujících funkcí výrazně decentralizována a předána pod správu místních správních orgánů již v průběhu 20. století a stala se tak základem fiskálního federalismu. Míra decentralizace této funkce pak souvisí se správou, zabezpečováním a financováním veřejných statků.
- U distribuční funkce narazíme na její omezenost ze samotné podstaty této funkce, jejímž cílem je zmenšení důchodové a sociální nerovnosti napříč společností prostřednictvím znovu rozdělováním důchodů a bohatství. Vzhledem k povaze rozhodování o nástrojích této funkce, které pramení v rozhodování veřejnou volbou v rámci legislativního procesu, je nutné zachovat redistribuci na úrovni centrálního rozpočtu, a zamezit tak sociálním nepoměrům mezi nižšími správními orgány.
- Relativně menší omezení se vyskytují u funkce stabilizační. Jejím primárním úkolem je využívání centrálního rozpočtu k zásahům státu, které mají stimulovat jinak nedostatečnou agregátní poptávku, která se promítne na růstu výroby, zaměstnanosti a tempa hospodářského růstu a zajistit tak fungování hospodářského mechanismu na celostátní úrovni. Tuto funkci dokáže fiskální decentralizace zefektivnit, důkazem může být řada vyspělých zemí, ve kterých územní samosprávy do určité míry využívají znalostí konkrétních situací a fenoménů například na trhu práce a mohou tak efektivněji zvyšovat míru zaměstnanosti vytvářením vyhovujících podmínek pro lepší fungování soukromého sektoru, zvýšením kapitálových transferů nebo se postarat o vznik nových pracovních pozic v daném regionu.

## Vládní úrovně a jejich kompetence
- Stát – dle teorie fiskální decentralizace stát zabezpečuje a financuje veřejné statky na národní úrovni, ze kterých mají prospěch všichni obyvatelé státu (tj.: obrana, státní správa, základní komunikační systém aj.).
- Vyšší stupně územní samosprávy (regiony) – hospodaří s veřejnými statky regionálního charakteru, tedy takové, ze kterých mají užitek obyvatelé několika obcí v daném regionu (výstavba a údržba komunikací, regulace vodních toků
- Nižší stupně územní samosprávy (obce) – ve své kompetenci mají především lokální veřejné statky (místní komunikace, veřejná prostranství, zeleň aj)

## Problematika decentralizovaných financí
- Ve světě neexistuje globální shoda na jednotném systému pravomocí pro místní správu. Jednotlivé způsoby přerozdělování rozpočtů lze v globálu rozdělit na:
  - Angloamerický, ve kterém má výlučné postavení samosprávná funkce
  - Francouzský, v jehož nižších správních jednotkách vícestupňová územní samospráva, která zajišťuje: samosprávnou funkci, případně dekoncentraci
  - Smíšený, kdy místní celky vykonávají samosprávnou funkci pouze v některém z odvětví fiskální decentralizace, na zbylá působí dekoncentrace po vzoru francouzského způsobu
- Další výrazná komplikace nastane při řešení přerozdělování státních výnosů, tedy zejména státních daní. Na místní úrovni se pak tato problematika objevuje u výnosů, jakými jsou například místní daně, poplatky, nedaňové a kapitálové příjmy či dotace.
- Nutnost stability tak, aby systém distribuce finančních prostředků do místních rozpočtů, zajišťoval rovnoměrný tok zdrojů bez významných fluktuací mezi jednotlivými obdobími, s výjimkou případů, kdy se změnila určitá funkce, kterou veřejný rozpočet plnil. Pokud by se měly provést změny, měly by být založeny na objektivních podmínkách, jako je pokles nebo nárůst národní ekonomiky. Cílem je zajistit stabilitu hospodaření místních rozpočtů a minimalizovat časté metodické změny, které by mohly ovlivnit podmínky hospodaření.

## Další ekonomické modely plánování
- Horizontální – Ve většině unitárních států, mezi charakteristické rysy patří ústřední vláda s rozsáhlou oblastí vlivu a působnosti, jednotnost legislativy a daňové soustavy daného státu, finanční vztahy mezi rozpočty jsou pak na horizontální linii.
- Vertikální – Uplatňován především v anglosaských zemích, jako jsou Spojené státy, Kanada nebo například Austrálie. Jednotlivé vládní úrovně jsou ponechány s dostatečným prostorem pro nezávislou fiskální politiku. 
  - Centralizovaný model – Nižší vládní úrovně mají zpravidla nižší míru soběstačnosti, na rozdíl od ústředního rozpočtu, do kterého plynou všechny nejvýznamnější příjmy. Nesoběstačnost pramení z neschopnosti rozpočtů nižších vládních úrovní pokrýt výdaje z vlastních příjmů, které tak musí být doplňovány dotacemi z ústředního rozpočtu. Těmito dotacemi stát silně ovlivňuje činnost a hospodaření na nižších vládních úrovních.
  - Model relativní samostatnosti – Nejběžnější model přerozdělování spočívá v převzetí stanoveného podílu na daňových příjmech podle zákona a prostřednictvím dotací a transferů v rámci rozpočtové soustavy. Tento systém spojuje prvky obou předchozích modelů, tedy plně centralizovaného i zcela decentralizovaného, a je často označován jako kombinovaný model. Podstata spočívá v přenosu financí formou podílu na určitých daňových příjmech státu. V posledních desetiletích se státy snaží více přerozdělovat výnosné daně, zejména důchodové, na nižší úrovni vlády. Cílem je zvýšit samostatnost rozpočtů územních samospráv. Avšak kvůli omezenému objemu příjmů centrálních rozpočtů se s posílením samostatnosti územních rozpočtů zvyšuje i decentralizace pravomocí a odpovědnosti za poskytování statků a služeb, zejména těch lokálních.

## Česká republika
V současné době v České republice existuje kombinovaný model fiskálního federalismu s určitými prvky decentralizace. Ústřední státní orgány nejsou zcela finančně nezávislé, neboť hlavní daňové příjmy proudí do státního rozpočtu. Od roku 2001 se podíl na výnosech z daně z přidané hodnoty(DPH), která je nejstabilnějším zdrojem daňových příjmů, rozděluje do rozpočtů obcí a od roku 2002 i do rozpočtů krajů.